# 赵守镇
赵守镇（1974年1月6日—），韩国女編舞家，在中国擔任健身操讲师活动期間，介绍拉拉队助威文化而闻名，曾在2008年夏季奥运会担任中国官方拉拉队总教练。

## 生平
赵守镇1974年1月6日出生于京畿道仁川市（现在的仁川广域市），毕业于仁川佳佐女子中学和文一女子高中。 赵守镇从小就对舞蹈感兴趣，在小学2年级时的1981年举行的学校秋季运动会上，作为全校学生代表参与制作舞蹈。
赵守镇在中学1年级时的1986年召开的仁川中等部舞蹈大会上，通过驱煞舞获得了第一名，在老师的劝说下，第一次接触了健身操。 她从中学3年级时的1988年开始担任健美操讲师，1992年为了学习健美操，在澳大利亚悉尼大学度过了6个月的研修生活。
据悉，赵守镇小时候希望成为芭蕾舞者，但6岁时曾亲眼目睹过父母的离婚，家庭情况非常困难。 特别是，由于父亲错误的债务担保过程，家里的物品受到了扣押处理。 在此过程中，赵守镇在1994年观看电视上播出的有关中国的纪录片时，只带着400万韩元前往中国，开始了留学生活。
赵守镇1994年考入对外经济贸易大学，在房价低廉的破旧公寓非法居住，为了省钱还假装成了中国人。 1995年，她在位于北京市的康美达体育中心担任健美操讲师，只见一个月工资就涨了三倍的现象。 赵守镇1996年进入北京语言大学学习汉语，并掌握了当地人的水平。 赵守镇于1999年在北京语言大学获得学士学位时毕业，在毕业典礼上还大胆剪裁了中国传统服装旗袍，将其制作成迷你裙。
赵守镇从1999年到2003年出演了北京电视台（BTV）的有健美操节目，在中国各地掀起了有健美操热潮，她以健美操动作和舞蹈音乐相结合的"舞蹈健美操"（Dancing Aerobics）备受瞩目。 1999年，赵守镇健美操表演队，负责演出及编排，并起到了向中国各地传播舞蹈健美操的作用。 2000年，她成为位于北京的健身中心Nirvana的总负责人，2002年还作为耐克的中国广告专属模特活动。
赵守镇作为韩国和日本共同举办的2002年國際足協世界盃中国国家足球队助威团"球迷"团长进行活动，2002年通过与中国篮球协会（CBA）的合同，负责所属篮球队拉拉队的演出。 2005年4月成立了以自己名字命名的舞蹈队"守镇之舞"（Soojin Dance），并于2005年10月30日，她与美国华裔外交官结婚。
赵守镇曾在中国北京举办的2008年夏季奥运会上担任中国官方拉拉队总教练，成功进行了380名拉拉队员在多个单项比赛中进行的超过300场演出。 赵守镇在2009年至2013年湖南卫视播出的节目《天下女人》中，与杨澜，李艾一起担任主持人。 2018年接受中国《人民画报》采访时，她介绍自己是守镇之舞艺术总监，Our Bakery主理人。

## 著书
- 《关心中国早晨的女性》（韓語：중국의 아침을 깨우는 여자，2002年，Gimm-Young Publishers, Inc.）